# Pico Jaca

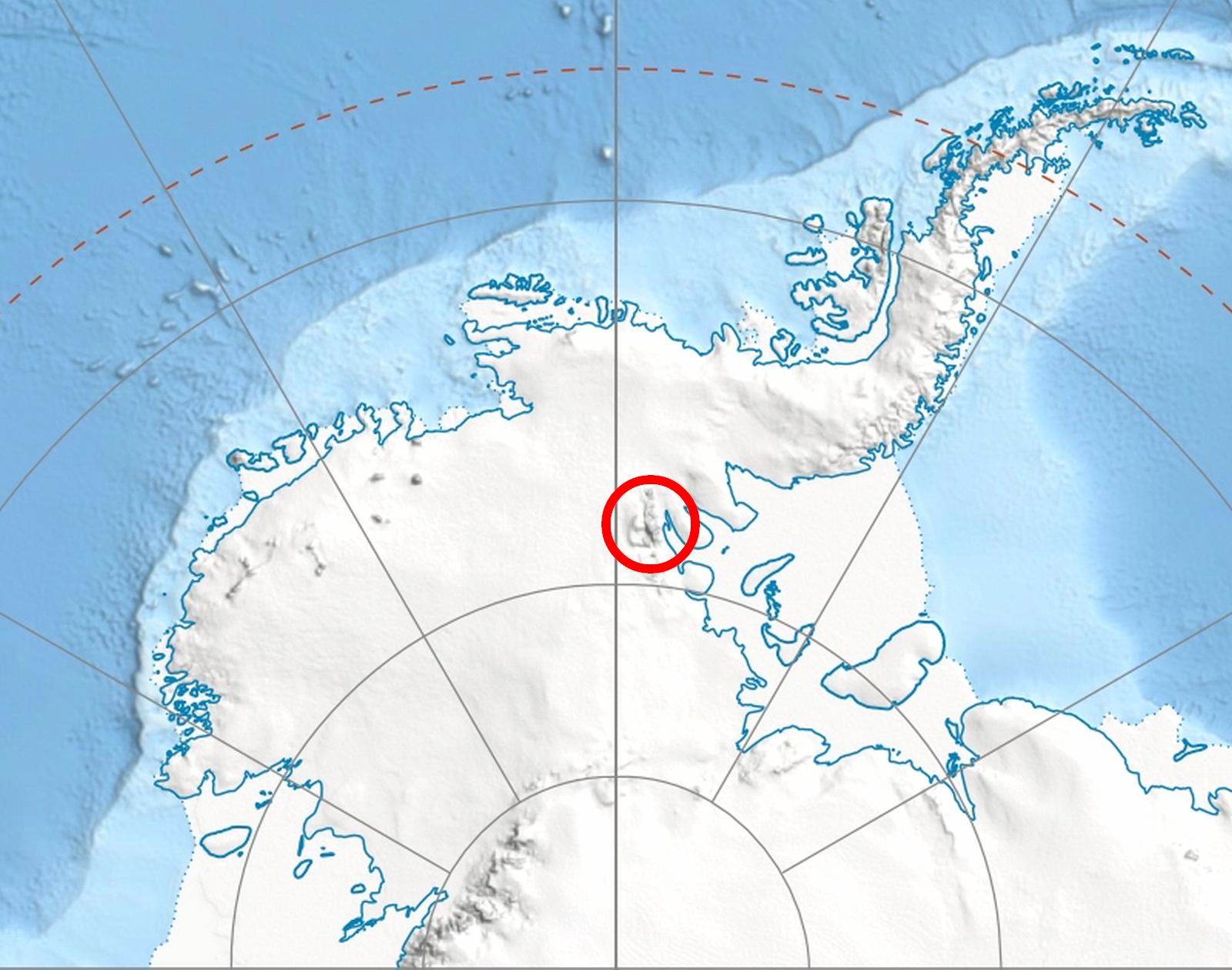
Ubicación de la cordillera Sentinel en la Antártida Occidental.

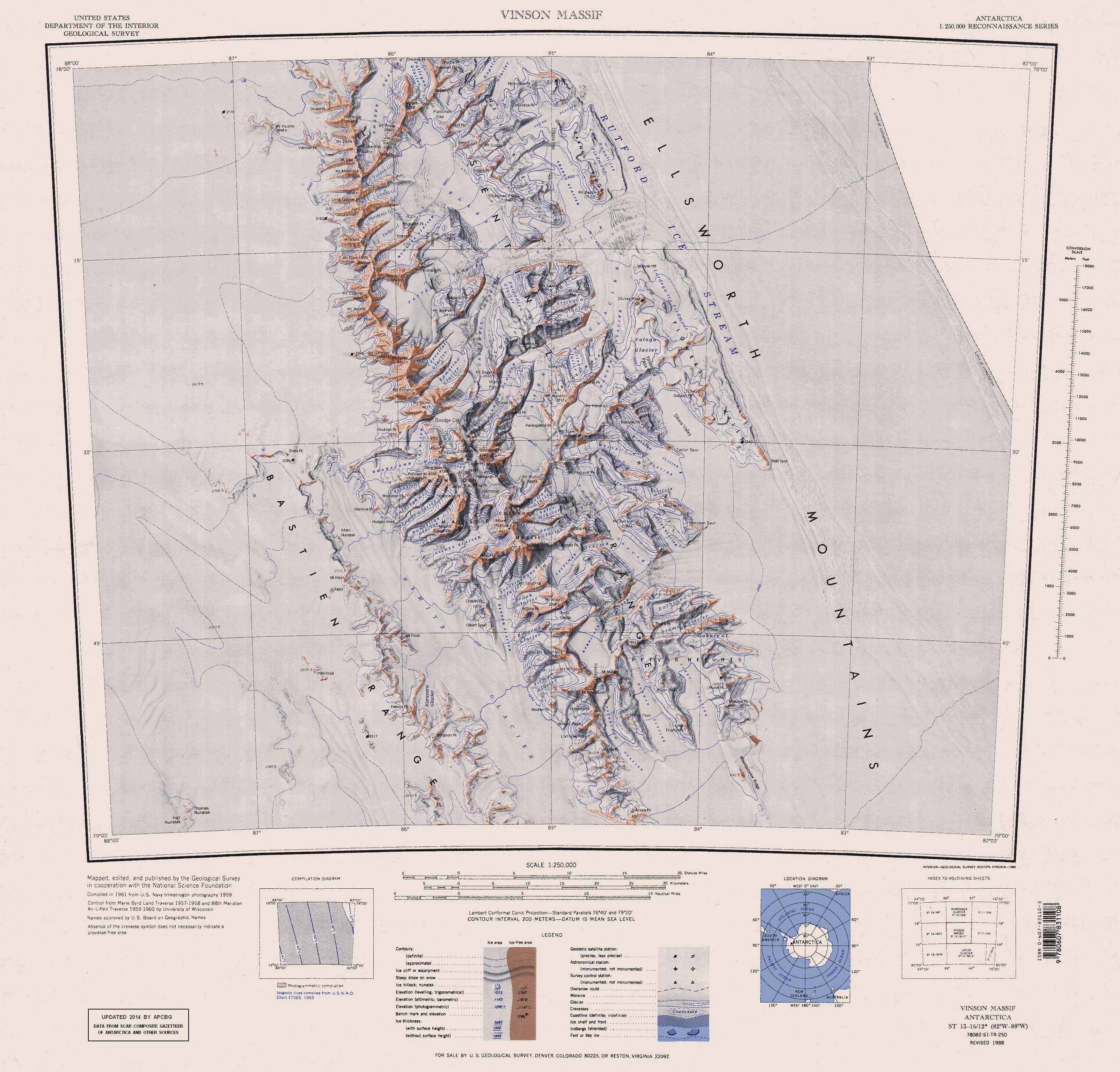
Mapa de la cordillera Sentinel.

El Pico Jaca (según España) o Pico Knutzen (en inglés: Knutzen Peak) es una cumbre afilada y rocosa de 3373 m que se yergue sobre el extremo septentrional de la cornisa Taylor de la cordillera Sentinel, en los montes Ellsworth de la Antártida. Se sitúa al norte y al oeste del glaciar Branscomb.

## Historia
Entre 1994 y 1995, la Expedición Coronel Santiago Arribas del Ejército de Tierra de España, encabezada por el comandante Alfonso Juez, escaló el Monte Vinson y reconoció y puso nombre a otros tres picos cercanos. El 13 de enero de 1995, poco antes de medianoche, parte de la expedición coronó el pico que denominó Pico Jaca, en honor a la ciudad española de Jaca (Huesca), y estimó su altitud en 3540 metros.
Sin embargo, según indica Damien Gildea, el pico ya había sido escalado varias veces antes de que lo hicieran los españoles, por lo que fue renombrado como Pico Silverstein por el Comité Consultivo sobre Nomenclatura Antártica de Estados Unidos en 2006, en honor a Donald H. Knutzen, ingeniero topográfico que trabajó con el Servicio Geológico de los Estados Unidos en la cordillera Sentinel entre 1979 y 1980.

## Ubicación
El pico se encuentra en las coordenadas 78°29′47″S 85°56′35″O / -78.49639, -85.94306, a 6,16 km al suroeste del monte Shinn, a 5,92 km al oeste-noroeste del pico Branscomb y a 8,2 km al norte del pico Brichebor.